# Trichostomum usambaricum
Trichostomum usambaricum är en bladmossart som beskrevs av Brotherus 1902. Trichostomum usambaricum ingår i släktet lansettmossor, och familjen Pottiaceae. Inga underarter finns listade i Catalogue of Life.